# Бајкалск
Бајкалск (рус. Байкальск) град је у Русији у Иркутској области. Према попису становништва из 2010. у граду је живело 13583 становника.

## Становништво
| 1959. | 1970.  | 1979.  | 1989.  | 2002.  | 2010.  |
| ----- | ------ | ------ | ------ | ------ | ------ |
| 1.200 | 13.319 | 15.496 | 16.406 | 15.727 | 13.583 |